# Pholidobolus macbrydei
Espèce
Pholidobolus macbrydei est une espèce de sauriens de la famille des Gymnophthalmidae.

## Répartition
Cette espèce est endémique de la province de Cañar en Équateur.

## Étymologie
Cette espèce est nommée en l'honneur de Bruce MacBryde (1941-).

## Publication originale
- Montanucci, 1973 : Systematics and Evolution of the Andean Lizard Genus Pholidobolus (Sauria: Teiidae). University of Kansas, Museum of Natural History, Miscellaneous publication, no 59, p. 1-52 (texte intégral).